# Piramidasti pilovec
Piramidasti pilovec (znanstveno ime Anacamptis pyramidalis) je trajnica iz družine kukavičevk.

## Opis
Ta vrsta kukavičevk zraste od 20 do 60 cm visoko. Škrlatni do rožnati cvetovi so združeni v gosta socvetja, ki se nahajajo na vrhu golega stebla. Socvetja so sprva piramidaste, kasneje pa okroglaste oblike. Cvetovi imajo pri dnu medenih usten dve opazni grbini, ki obdajata vhod v dolgo in ozko ostrogo.

## Razširjenost
Piramidasti pilovec najpogosteje raste na sončnih krajih na suhih pustih tleh in je v Sloveniji uvrščen na rdeči seznam ogroženih vrst kot ranljiva vrsta. Ogroža ga predvsem gnojenje in opuščanje košnje.